# Asendorf (Kalletal)
Asendorf (plattdeutsch: Asentrup oder Asendörp) ist ein Ortsteil der Gemeinde Kalletal im Kreis Lippe. Das Dorf liegt im Lipper Bergland zwischen Teutoburger Wald und Weser.

## Geschichte
1280 wird ein Hermen van Assendorpe erstmals schriftlich erwähnt. Nach zeitweiser Wüstwerdung wird der Ort vor 1490 wieder besiedelt.
Asendorf ist seit dem 1. Januar 1969 durch das Lemgo-Gesetz ein Ortsteil der Gemeinde Kalletal im Kreis Lippe.
Der südwestliche Teil des Ortsteils trägt den Namen Herbrechtsdorf.

### Einwohnerentwicklung
| Jahr      | 1860 | 1939 | 1962 |
| Einwohner | 356  | 338  | 342  |
| --------- | ---- | ---- | ---- |

### Ortsname
Neben der Ersterwähnung sind im Laufe der Jahrhunderte außer den zwei Mundartversionen Asendörp und Asentrup folgende Namen schriftlich belegt: Asendorpe (1324 bis 1360), Asenderpe (1359), Asentorpe (1362), Azendorpe (1375, im Bielefelder Urbar), Asendorp (1487), Azendorpe (1490, im Möllenbecker Urbar), Asindorppe und Asintorppe(1507, in Landschatzregistern), Azentrope (1510), Aßendorpe (1536), Asenntrup (1562, im Landschatzregister), Asenndorpp (1572, im Landschatzregister) und Asendorff (1590).

## Infrastruktur
Den ÖPNV stellt die Buslinie 731 der KVG Lippe im Westfalentarif sicher.

## Sehenswürdigkeiten
- Ziehbrunnen

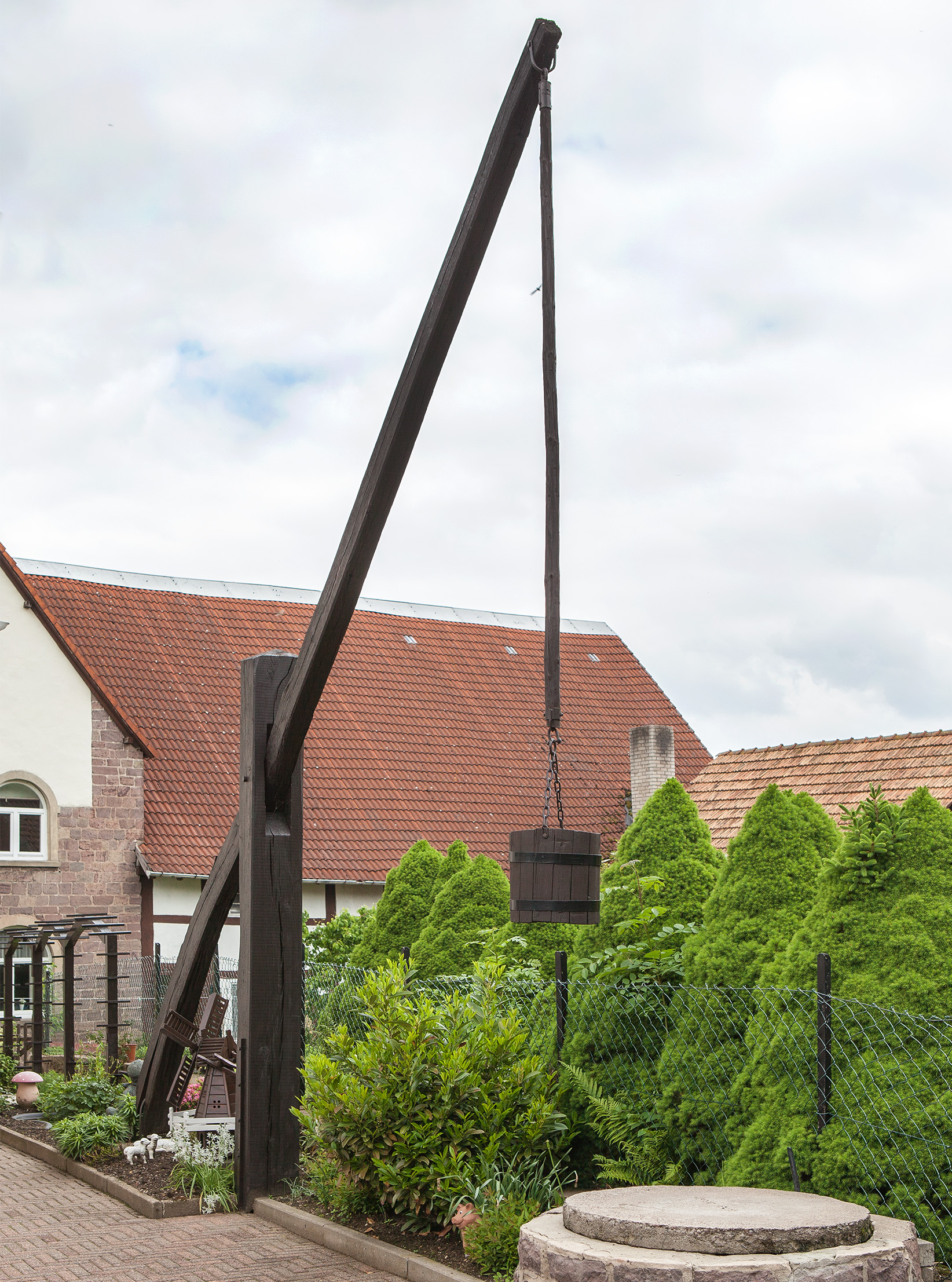
Ziehbrunnen. Schwingbaum mit Gegengewicht

- Querdeelenhaus aus dem 19. Jahrhundert mit Backhaus